# AC Sparta Praha
AC Sparta Praha là câu lạc bộ bóng đá chuyên nghiệp Cộng hòa Séc, có trụ sở chính tại Praha. AC Sparta Praha được xem là một trong những câu lạc bộ nổi tiếng và thành công nhất Cộng hòa Séc, từng giành được rất nhiều danh hiệu từ các giải Tiệp Khắc và Cộng hòa Séc, thường xuyên được tham dự UEFA Champions League.

## Các tên gọi trong lịch sử
- 1893 – AC Královské Vinohrady
- 1894 – AC Sparta
- 1948 – AC Sparta Bubeneč
- 1949 – Sokol Bratrství Sparta
- 1951 – Sparta ČKD Praha
- 1953 – TJ Spartak Praha Sokolovo
- 1965 – TJ Sparta ČKD Praha
- 1990 – TJ Sparta Praha
- 1991 – AC Sparta Praha
- 1993 - AC Sparta Praha fotbal, a.s.

## Thành tích trong lịch sử

### Quốc nội
Tiệp Khắc
- Giải hạng Nhất: Các mùa giải 1912, 1919, 1922, 1925-1926, 1926-1927, 1931-1932, 1935-1936, 1937-1938, 1938-1939, 1943-1944, 1945-1946, 1947-1948, 1952, 1954, 1964-1965, 1966-1967, 1983-1984, 1984-1985, 1986-1987, 1987-1988, 1988-1989, 1989-1990, 1990-1991, 1992-1993
- Cúp Quốc gia: Các mùa giải 1909, 1943, 1944, 1946, 1964, 1972, 1976, 1980, 1984, 1988, 1989, 1992

 Cộng hòa Czech
- Gambrinus liga: Các mùa giải 1993-1994, 1994-1995, 1996-1997, 1997-1998, 1998-1999, 1999-2000, 2000-2001, 2002-2003, 2004-2005, 2006-2007, 2009-2010, 2013-14, 2022-23
- Cúp Quốc gia: Các mùa giải 1996, 2003-2004, 2005–2006, 2006–2007, 2007–2008
- Siêu cúp quốc gia: 2010

### Quốc tế
- Mitropa Cup: 1927, 1935, 1964
- Pequeña Copa del Mundo de Clubes: 1969

## Những cựu tuyển thủ nổi tiếng
| - Raymond Braine - Bony Wilfried - Miroslav Baranek - Jan Berger - Patrik Berger - Michal Bílek - Jaromír Blažek - Petr Čech - Jozef Chovanec - Milan Fukal - Petr Gabriel - Zdeněk Grygera | - Ivan Hašek - Michal Horňák - Tomáš Hübschman - Jiří Jarošík - Michal Kadlec - Jan Koller - Radoslav Kováč - Vratislav Lokvenc - Pavel Nedvěd - Oldřich Nejedlý - Jiří Novotný - Karel Poborský | - Zdeněk Pospěch - Tomáš Řepka - Tomáš Rosický - Horst Siegl - Libor Sionko - Tomáš Sivok - Tomáš Skuhravý - Zdeněk Svoboda - Juraj Kucka - Andrej Kvašňák |